# Bryoria cervinula
Bryoria cervinula är en lavart som beskrevs av Motyka ex Brodo & D. Hawksw. Bryoria cervinula ingår i släktet Bryoria och familjen Parmeliaceae.   Inga underarter finns listade i Catalogue of Life.